# Болотин, Евгений Ионович
Болотин Евгений Ионович (16 марта 1949, Приморский край, Владивосток — 5 декабря 2022, там же) — российский учёный в области медицинской географии, эпидемиологии и паразитологии. Заведующий лабораторией социальной и медицинской географии Тихоокеанского института географии ДВО РАН (2006—2014), действительный член Центрального совета Паразитологического общества при РАН. Доктор биологических наук (2004).

## Биография

### Образование
В 1966 г. после окончания школы по комсомольской путёвке работал на строительстве г. Лучегорска и Зейской ГЭС.
В 1972 г. окончил биолого-почвенный факультет Дальневосточного государственного университета по специальности «Биология». Присвоена квалификация биолога, биолога-зоолога, преподавателя биологии и химии.
В 1988 г. защитил в Институте медицинской паразитологии и тропической медицины им. Е. И. Марциновского диссертацию на соискание учёной степени кандидата биологических наук по теме «Медико-паразитологическая характеристика эндемичной по клещевому энцефалиту территории Приморского края». Диссертации присвоен специальный гриф — для служебного пользования.
В 2004 г. защитил в Биолого-почвенном институте ДВО РАН диссертацию на соискание учёной степени доктора биологических наук по теме: «Структурная и функциональная организация природных очагов клещевого энцефалита».

### Профессиональная деятельность
В 1966—1967 годы работал рабочим на СУ Бикинское (г. Лучегорск), в 1967 году — рабочий «Зеягэсстрой» (п. Тында). В 1971 г. перевелся в университете с дневного отделения на заочное. В 1971—1973 годы — рабочий СУ-336 «Мосэлектротягстрой» (г. Москва).
В 1973—1984 годах работал в лаборатории медицинской географии Тихоокеанского института географии ДВНЦ АН СССР, пройдя путь от лаборанта до научного сотрудника.
В 1984—1992 годах работал в Научно-исследовательском институте эпидемиологии и микробиологии СО АМН СССР (ныне НИИЭМ имени Г. П. Сомова).
В 1976 году проходил стажировку в Ленинграде в Зоологическом институте.
В 1992 году вернулся в Тихоокеанский институт географии ДВО РАН (ТИГ ДВО РАН).
В 1992—2006 годах — старший научный сотрудник лаборатории медицинской географии ТИГ ДВО РАН.
В 2006—2014 годах — заведующий лабораторией социальной и медицинской географии ТИГ ДВО РАН.
В 2014—2018 годах — ведущий научный сотрудник лаборатории социальной и медицинской географии ТИГ ДВО РАН.

### Вклад в науку
Е. И. Болотин специализировался в области медицинской географии, экологии, эпидемиологии и паразитологии. Частная область интересов — структурная и функциональная организация природных очагов зоонозных инфекций. За 30-летний период научной деятельности он внёс значительный вклад в изучение структуры и функционирования природных очагов клещевого энцефалита. Им впервые разработано представление о сущности этих очагов как антропопаразитарных систем и на этой основе создана их классификация. Проведено эпидемиологическое районирование очаговой территории и сформулировано принципиально новое положение о значительном влиянии условий холодного периода года на характер эпидемического проявления очагов, разработано оригинальное представление о причинах различий эпидемического проявления клещевого энцефалита по всему нозоареалу, выявлена иерархия экологических связей в очагах, обоснован и реализован новый подход при факторном прогнозировании эпидемической активности в этих системах и т. д.
В последние годы научной деятельности занимался нозогеографическим и эпидемиологическим изучением социально-значимых патологий, а также оценкой комфортности территории Дальнего Востока для жизнедеятельности населения. Выдвинуты новые подходы к оценке комфортности для жизнедеятельности населения российского Дальнего Востока, реализована медико-демографическая оценка территории дальневосточных регионов как интегральный показатель её комфортности.

### Научные труды
Автор более 150 публикаций, в том числе 8 монографий. Наиболее значимые работы:
- Пространственно-временная организация инфекционной заболеваемости населения юга российского Дальнего Востока. Владивосток. Дальнаука, 2008. 223 с. (Соавт.: Федорова С. Ю.)
- Атлас распространения инфекционной заболеваемости в Приморском крае. Владивосток: Дальнаука, 2007. 104 с. (Соавт.: Косолапов А. Б., Ананьев В. Ю.)
- Функциональная организация природных очагов зоонозных инфекций (на примере очагов клещевого энцефалита юга российского Дальнего Востока). Владивосток: Изд-во ДВГТУ, 2002. 150 с.
- Иксодовые клещи российского Дальнего Востока. Владивосток, 1999.
- Новые подходы к оценке комфортности территории российского Дальнего Востока для жизнедеятельности населения // Экология человека. 2014. № 1. С. 20-26. (Соавт.: Лубова В. А.)
- Географические особенности современного состояния заболеваемости населения российского Дальнего Востока социально значимыми болезнями // Вестник ДВО РАН. 2011. № 2. С. 137—146. (Соавт: Лубова В. А.)
- Современные особенности состояния здоровья населения российского Дальнего Востока // Здравоохранения РФ. 2011. № 6. С. 14-17. (Соавт.: Лубова В. А.)
- Эпидемиология: новый взгляд на её объект и предмет // Сибирский медицинский журнал. 2011. Т. 101. № 2. С. 145—148.
- Нозогеографическая оценка территории Приморского края, основанная на анализе пространственно-временной структуры инфекционной заболеваемости // Паразитология. 2008. Т. 42. № 1. — С. 66-74.

### Автобиографические книги
- Болотин Е. Моя жизнь. До и после. — Новосибирск: Академиздат. — 2022. — 504 с. ISBN 978-5-6047574-3-7

## Членство в научных организациях и советах
- Паразитологическое общество при РАН, член Центрального совета
- Ассоциация российских географов-обществоведов, член
- Диссертационный совет при ТИГ ДВО РАН — Д 005.016.02 (по специальности 25.00.36 «Геоэкология»), член